# Île de Ksamil
 (septembre 2023).
Si vous disposez d'ouvrages ou d'articles de référence ou si vous connaissez des sites web de qualité traitant du thème abordé ici, merci de compléter l'article en donnant les références utiles à sa vérifiabilité et en les liant à la section « Notes et références ».
L'île de Ksamil (albanais : Ishuj të Ksamilit or Ishuj të Tetranisit), est une île située dans la municipalité de Ksamil dans le sud de l'Albanie. Elle est reconnue comme zone protégée en 2002 et couvre une superficie de 15 hectares.